# Кайнарбулак
Кайнарбула́к (каз. Қайнарбұлақ) — село у складі району Байдібека Туркестанської області Казахстану. Входить до складу Минбулацького сільського округу.
Населення — 871 особа (2021; 956 у 2009, 857 у 1999, 702 у 1989).